# Шаталов, Евгений Трофимович
Евгений Трофимович Шата́лов (3 [16] февраля 1908, Тула — 9 августа 1978, Москва) — советский геолог, организатор геологической службы в Магаданской области, доктор геолого-минералогических наук (1942), профессор (1957), заслуженный деятель науки и техники РСФСР (1968), лауреат Сталинских премий (1946, 1950).

## Биография
Родился 3 (16) февраля 1908 в Туле в семье учителя гимназии.
После школы в 1926 году поступил и в 1930 году окончил Ленинградский горный институт по специальности геолога-петрографа. Поскольку ещё на студенческой скамье проявил интерес к научной работе, то продолжил работу ассистентом на кафедре кристаллографии и минералогии своего вуза под руководством профессора А. К. Болдырева. Начал выезжать в геологические партии для исследований на Южном Урале. Стал параллельно работе в ЛГИ научным сотрудником Института цветных металлов Главного геолого-разведочного управления Высшего совета народного хозяйства СССР.
В 1931 году в составе экспедиции под руководством Ю. А. Билибина прибыл на Колыму, работал начальником партии и заведующим петрографической лабораторией, принял участие в организации Охотско-Колымской базы ГГРУ.
В 1932—1933 годах вел геолого-петрографические исследования в так называемой золотоносной полосе Северо-Востока Сибири. Один из основателей будущего центра россыпной золотодобычи Колымы — Сусумана, посёлка и центра совхозной усадьбы Северного горнопромышленного управления в долине одноимённой реки, в 1953 году превратившегося в город.
Стал первооткрывателем крупнейшего Дебино-Сусуманского золотоносного района в верховьях реки Колымы им был открыт и прогнозировал его продолжение на северо-запад в бассейн реки Индигирки, где впоследствии работал его коллега Карл Яковлевич Спрингис.
В 1934—1935 годах совместно с П. Н. Кропоткиным молодой учёный и практик подготовил к печати первую обобщенную работу «Очерк геологии Северо-Востока СССР» и написал монографию «Интрузивные породы Охотско-Колымского края».
С 1936 года он возглавил геологические исследования в бассейне притока Индигирки Неры.
В 1937—1939 годах заместитель главного геолога Северного горнопромышленного управления.
В 1939—1940 годах — главный геолог Хатыннахского райГРУ.
В 1941 году Шаталов вступает в ВКП(б). Его назначают главным геологом Западного горно-промыслового управления.
В 1942 годах по совокупности научных работ ему присваивают ученую степень доктора геолого-минералогических наук. Он становится главным геологом Геолого-разведочного управления Дальстроя (Колымский край). Стране нужны были золото и ценные металлы, для чего Шаталов постарался усовершенствовать работу геологов на обширной и труднодоступной территории Колымы, обеспечив выполнение и перевыполнение плановых заданий, открытие и сдачу в эксплуатацию новых месторождений полезных ископаемых.
С 1944 по 1946 годах работал главным геологом Индигирского районного геологического управления. На базе собранных геологами и изученных материалов он сделал подробную прогнозную оценку по новому золотоносному району.
В 1946 году стал заместителем директора НИГРИзолото (до 1950 года). Читал курс металлогении в ЛГИ и в МГУ имени М. В. Ломоносова.
В 1950—1956 годах был заместителем министра геологии и охраны недр СССР.
В 1956—1962 годах — старший научный сотрудник ИГЕМ АН СССР, профессор МГУ имени М. В. Ломоносова (1957).
В 1963—1969 годах директор Всесоюзного научно-исследовательского геологического института ВСЕГЕИ.
С 1970 года до последних дней жизни — старший научный сотрудник-консультант ЦНИГРИ.
Был похоронен на Кунцевском кладбище (новая территория).

## Вклад в науку
После возвращения на Большую землю он плодотворно работал в редакциях ряда геологических журналов, преподавал металлогению в Ленинградском горном институте и Московском госуниверситете.
Шаталов разработал и внедрил на практике новое направление в геологии: региональный металлогенический анализ, составил первую металлогеническую карту СССР масштаба 1:2500000 (1971). Он также руководил советской рабочей группой по составлению «Международной металлогенической карты Европы».

## Награды и премии
- заслуженный деятель науки и техники РСФСР (1968)
- Сталинская премия первой степени (1946) — за открытие и исследование новых месторождений золота на северо-востоке СССР
- Сталинская премия второй степени (1950) — за разработку и анализ металлогенической карты для геолого-поисковых работ.
- шесть орденов [какие?].
- Постановлением коллегии Министерства геологии СССР от 14 мая 1968 года был учрежден нагрудный знак «Первооткрыватель месторождения». Е. Т. Шаталов получил его одним из первых[5].

## Память
Имя Шаталова присвоено горному хребту Сунтар-Хаята в Оймяконском районе Якутской АССР.
Мемориальная доска в память о Е. Т. Шаталове установлена на здании ВСЕГЕИ.